# خيسوس لوبيز
خيسوس لوبيز (بالإسبانية: Jesús López Sanchez)‏ هو رباع فنزويلي، ولد في 17 ديسمبر 1984.

## وصلات خارجية
- خيسوس لوبيز على موقع الاتحاد الدولي (الإنجليزية)
- خيسوس لوبيز على موقع اللجنة الأولمبية الدولية (الإنجليزية)
- خيسوس لوبيز على موقع أوليمبيديا (الإنجليزية)